# Ecoaldea

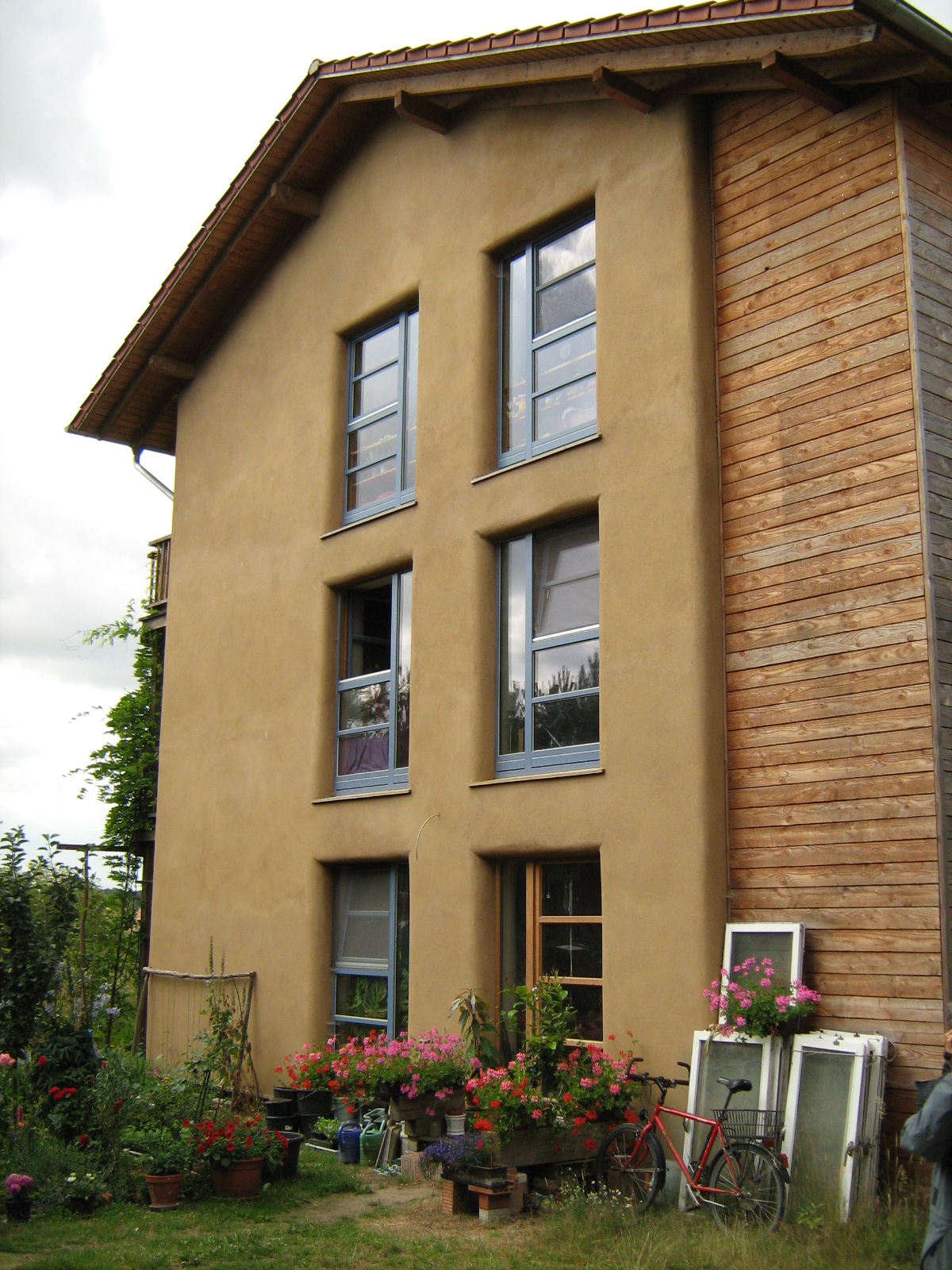
Casa de paja y barro, en Sieben Linden.

Una ecoaldea es una comunidad intencional de pequeña escala que persigue la sostenibilidad social, ecológica y económica a nivel micro. 
Sus principios se basan en el respeto por la naturaleza, en el uso de energías renovables, la sustentabilidad, tanto alimenticia, como económica, el reciclaje y el uso de materiales de construcción ecológicos basados en la bioconstrucción.

## Definición
Robert Gilman, uno de los principales promotores e impulsores de las ecoaldeas a nivel internacional, en 1991 define ecoaldea como:[cita requerida]

«Un asentamiento humano, concebido a escala humana, que incluye todos los aspectos importantes para la vida, integrándolos respetuosamente en el entorno natural, que apoya formas saludables de desarrollo y que pueda persistir indefinidamente.»

Otro hito acerca de la aparición del concepto fue con Kosha Joubert, director ejecutivo de la Red Global de Ecoaldeas, que definió más recientemente una ecoaldea como una «comunidad intencional, tradicional; rural o urbana que se diseña conscientemente a través de procesos participativos de propiedad local en las cuatro dimensiones de la sostenibilidad (social, cultural, ecológica y económica) para regenerar sus entornos sociales y naturales».[cita requerida]
En resumen, un asentamiento a escala humana diseñado conscientemente a través de procesos participativos para asegurar la sostenibilidad a largo plazo; teniendo en cuenta de esta manera lo económico, lo social, lo ambiental o ecológico y una visión de la vida y el mundo distinta, alternativa.

## Origen y evolución
En los años sesenta, grupos de carácter político, filosófico o espiritual crearon distintas comunidades intencionales con el objetivo de volver al campo y llevar una vida comunitaria, basada en la autogestión y cercana a la naturaleza. Estas comunidades surgieron motivadas principalmente por la crisis social, la degradación ambiental, la desigualdad económica, la seguridad alimentaria y la pérdida de biodiversidad. Desde entonces, estas pequeñas agrupaciones experimentaron un período de expansión por todo el mundo, que adquirió mayor calibre en los años noventa. Un crecimiento que además, fue acompañado del surgimiento del neorruralismo a finales de la década de 1980. 
En el año 1992, se celebró la Cumbre de la Tierra de Río de Janeiro, donde se enfatizó la necesidad de impulsar las comunidades sostenibles que suponían un cambio hacia un estilo de vida realmente factible en términos ambientales.  
Sin embargo, no fue hasta el año 1994 cuando se extendió oficialmente el concepto de “ecoaldea” con un reconocimiento internacional. En este año se creó la Red Global de Ecoaldeas (GEN), que estableció las bases del movimiento y que actualmente conecta los miles de proyectos que hay repartidos por los cinco continentes.  
Al año siguiente (1995), se produjo en Findhorn, Escocia, la primera conferencia mundial sobre “ecoaldeas y comunidades sostenibles”, a la que acudieron cientos de personas en representación de 40 países. A raíz de esto, surgieron las tres principales conexiones a nivel mundial que repartían las funciones de la GEN: La Red de Ecoaldeas de las Américas, GEN-Europa y GEN-Asia/Oceanía.  
A nivel regional también surgieron ramificaciones de gran importancia, como la red Sardovaya en Sri Lanka con más de 2000 ecoaldeas, la Red Ibérica de Ecoaldeas en España, o la Red Latinoamericana de Ecoaldeas.

## Bases y principios de una ecoaldea
La formación de ecoaldeas forma parte de un movimiento global que se basa en el desarrollo de propuestas para llevar a cabo una forma de vida sostenible, realizando una acción social transformadora. 
Una ecoaldea guarda una estrecha relación personal con la tierra, respetándola, cultivándola y cuidándola. De esta manera, estas comunidades se vinculan con perspectivas provenientes de la agroecología, la permacultura o la bioconstrucción. Dichas comunidades están formadas por un grupo de personas que aman la tierra y tienen consciencia de que dependen de ella para su subsistencia.  
En ocasiones se confunden las ecoaldeas con urbanizaciones ecológicas. Sin embargo, las primeras tienen un principio que las hace diferir de las anteriores: el éxito de estas radica en la unión de sus componentes o habitantes y el trabajo comunitario. 
Otro de los principios fundamentales de las ecoaldeas guarda relación con la crítica del consumismo, la alimentación industrializada, la dependencia energética y la exclusión social.  
También hay que mencionar como filosofía de algunas ecoaldeas la permacultura. Esta se basa en la relación con la naturaleza de una forma sostenible en la que predomina el respeto del ser humano por los animales y plantas. 
En general, las ecoaldeas se basan en los siguientes fundamentos: 
- Escala humana: todos los integrantes se conocen y se comunican con los demás, participando de la dirección y evolución de la comunidad.
- Completa funcionalidad vital: todos los aspectos del día a día quedan cubiertos dentro de la ecoaldea: estudios, trabajo, ocio y necesidades diarias. Esto no significa un aislamiento del exterior de la vida organizada tradicional urbana. La ecoaldea se relaciona con el exterior en términos de elementos que sobrepasan las características de una ecoaldea, como en el transporte a largas distancias o el uso de hospitales. El ideal es una sociedad distribuida formada por ecoaldeas.
- Integración con la naturaleza: en definitiva, se trata de una vida sostenible que respeta y cuida el entorno, que practica una actividad agrícola tradicional, que utiliza arquitectura bioclimática, aprovecha las energías renovables, etc.

## Beneficios de las ecoaldeas
Según algunos expertos, las ecoaldeas presentan unos beneficios que influyen en el medio natural y en los ámbitos tanto económico como social: 
- Aprovechamiento de los recursos naturales y economía sostenible: Las ecoaldeas, centran la obtención de recursos a partir de lo que les proporciona directamente la naturaleza, desde la bioconstrucción con barro o madera hasta el uso de energías renovables como la solar o la eólica. Esta forma de vida promueve un bajo consumo de energía y por tanto un beneficio para la lucha contra el calentamiento global.
- Rehabilitación del entorno: Este tipo de comunidades, aparte de evitar la degradación del medio natural, tratan de contribuir a la regeneración de este, mediante la reforestación, el reciclaje, la conservación o la recuperación del medio y la biodiversidad.
- Educación, salud y desarrollo de las personas: Los integrantes de las ecoaldeas son instruidos en los valores de la comunidad, promulgándose principios positivos como la solidaridad, el ecologismo, la tolerancia, la colaboración, la autosuficiencia o el apoyo mutuo. La educación es uno de los pilares fundamentales para hacer posible este modelo de vida sostenible y respetuoso con el medio. Además, la alimentación a partir de productos frescos no procesados y de proximidad refleja un claro beneficio para la salud de sus habitantes.[3]

## Ecoaldeas en España
España es un país que cuenta con un gran número de ecoaldeas. Sin embargo, el cómputo o la realización de un inventario de estas es bastante complejo, ya que no todos los asentamientos se consideran ecoaldeas. 
La Red Ibérica de Ecoaldeas (RIE) es la organización que relaciona las diferentes ecoaldeas de la península ibérica, sus proyectos y las asociaciones con objetivos afines. De acuerdo con sus estatutos, los principales objetivos que persigue son:[cita requerida]
- El intercambio de información y de recursos entre los distintos miembros que forman esta red, personas o grupos. Tienen un mismo nexo de unión y una visión común.
- La difusión del concepto de ecoaldea y comunidad sostenible.
- El acercamiento a las personas que apuestan por esta forma de vida.
- El apoyo el Encuentro Anual de Ecoaldeas
- La definición específica de los miembros de la RIE.

Se consideran colaboradores de la RIE:  
- Los diferentes proyectos de Ecoaldeas
- Cualquier persona que exprese su voluntad de apoyar y participar, incluyendo la participación económica por medio de cuotas.
- Estos colaboradores podrán opinar y participar, pero no tendrán voto decisorio en las Asambleas Generales.

El funcionamiento de la RIE se realiza por medio de círculos operativos y grupos de trabajo. Cada uno de ellos ejecuta una función distinta y, gracias a la cooperación y coordinación del conjunto, se da lugar a un sistema apto. 
Desde el año 1998 esta Red además ofrece diferentes encuentros de verano que se realizan cada año, en cooperación con distintas ecoaldeas. Además, participa activamente en diferentes proyectos como son:  
- La incubadora de ecoaldeas: persigue el apoyo de la creación de nuevos proyectos sostenibles, comunidades, eco-cooperativas, etc. Para ello persiguen una serie de objetivos como el enriquecimiento del tejido social con la presencia de grupos profundamente implicados en la sostenibilidad y el desarrollo del liderazgo cooperativo inclusivo como medio para garantizar su pervivencia.
- Rehabitar: este proyecto consiste en ocupar pueblos abandonados desde la sostenibilidad y la experiencia.[4]

La localidad de Matavenero, ubicada en un valle en el municipio de Torre del Bierzo, provincia de León, es un claro ejemplo de la rehabilitación de pueblos abandonados. En este caso, estaba deshabitada desde los años 60, por problemas con el abastecimiento de agua y los duros inviernos. Además, este abandono se vio motivado por la política económica que tuvo lugar en esa época durante el franquismo, que condujo a un gran incremento del éxodo rural en España. El lugar fue repoblado en 1989 por una tribu hippie formada por personas de distintas nacionalidades pertenecientes al movimiento Rainbow Family. La comunidad transformó Matavenero en una aldea ecológica, muy reconocida internacionalmente.[cita requerida]
Otro ejemplo del que debemos hablar es el de Fraguas. Se trata de un proyecto de reconstrucción de la antigua aldea, localizada en el municipio de Monasterio (Guadalajara). Presenta unos valores de autosuficiencia, autogestión y economía sostenible. Posiblemente su fama es debida a que el proyecto se vio involucrado en un proceso legal con la Junta de Castilla-La Mancha (propietaria de los terrenos), que no aprobaba la iniciativa. La junta consideró que la ocupación de Fraguas era ilegal debido a que se localizaba en un área declarada parque natural y porque vulneraba la normativa de montes y en materia urbanística. Los miembros del colectivo que realizaban la repoblación fueron sometidos a una condena de prisión en el año 2019, la cual fue recurrida al Tribunal Constitucional y que actualmente se encuentra pendiente de sentencia.

## Ecoaldeas en el mundo
Llevándolo a un contexto más globalizado, existe un gran número de ecoaldeas fuera de España. Múltiples de ellas han logrado hacerse conocidas por todo el mundo, algunos ejemplos son: 
- Findhorn: situada junto a la costa en el Noroeste de Escocia. Esta comunidad fue fundada en 1965, se considera una de las ecoaldeas más antiguas del mundo y alberga a más de 500 personas de distintas edades, procedentes de lugares de todo el mundo. Actualmente forma parte de una asociación sin ánimo de lucro cuyo principal objetivo es concienciar y desplegar un nuevo concepto a la vez que una nueva conciencia humana, creando un futuro más positivo y sostenible. Además, es una de las impulsoras de la Red Global de Ecoaldeas y está reconocida como ONG asociada al Departamento de Información Pública de las Naciones Unidas, gracias a una gran implicación y trabajo en los movimientos sociales transnacionales.[6]
- Damanhur: situada en el norte del Piamonte en Italia. Esta comunidad fue fundada en 1975, se trata de una federación autosuficiente que dispone de su propia constitución, además de una cultura, moneda y educación propia. Hoy en día, alberga alrededor de 600 integrantes de diferentes lugares y edades. Entre sus peculiaridades destaca la presencia de Damanhur University en la que tienen lugar cursos, talleres y retiros para visitantes que estén interesados. Además, esta ecoaldea ha sido galardonada por las Naciones Unidas por ser un modelo de sociedad sostenible y una futura forma de vida para la humanidad.[7]
- The Farm (Tennessee): situada al sudeste del Condado de Lewis, Tennessee, Estados Unidos.  Esta comunidad fue fundada en 1971 y es considera una de las más reconocidas y antiguas. En ella residen alrededor de 200 personas, y tiene sus raíces en el movimiento hippie estadounidense de los setenta. Actualmente es la sede de varias empresas y entidades que ofrecen ayudas a distintos colectivos, además de talleres, cursos y otros proyectos educativos.[cita requerida]